# Pedro Portela
Pedro Portela (født 6. januar 1990 i Leiria, Portugal) er en portugisisk håndboldspiller, som spiller i Tremblay Handball og på Portugals herrehåndboldlandshold.
Han deltog under EM i håndbold 2020 i Sverige/Østrig/Norge.